# Merry Christmas Darling
Merry Christmas Darling è un brano musicale del 1970 scritto da Richard Carpenter (musica) e Frank Pooler (testo) e pubblicato come singolo dal gruppo The Carpenters nel 1970.

## Tracce
- 7"

1. Merry Christmas Darling
2. Mr. Guder

## Formazione
- Karen Carpenter - voce, cori
- Richard Carpenter - cori, piano, celesta, piano Wurlitzer elettrico
- Joe Osborn - basso
- Hal Blaine - batteria
- Bob Messenger - sassofono tenore